# 聖瑪莉燈塔

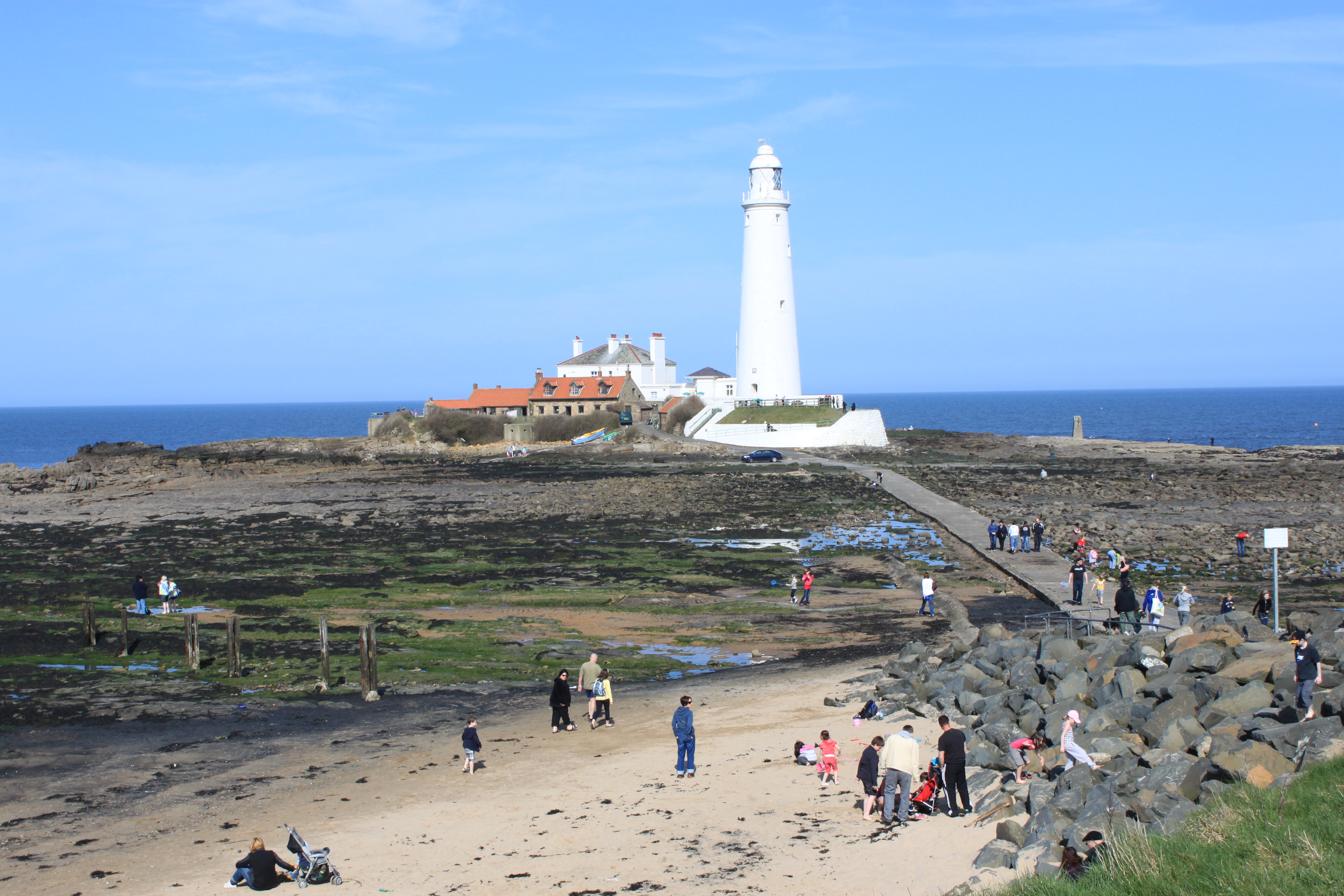
退潮時的燈塔

聖瑪莉燈塔（英語：St. Mary's Lighthouse）位於面積極小的聖瑪莉島上，此島位於英格蘭東北海岸上惠特利灣(Whitley Bay)的北邊。這座小的岩石潮汐島藉由一條不長的水泥堤道跟岸邊陸地連結，此堤道在漲潮期間會被海水淹沒。
雖然它不再具有燈塔的功能，但它很容易抵達並且對公眾開放，裡面有小型博物館、旅客中心及咖啡廳。
燈塔與毗鄰的管理員宿舍由位於Tynemouth的John Miller company建於1898年，共使用了645塊石塊與750000塊磚頭。當時它是建在修道院的位址上，在那裡小小的聖殿火光曾經指引了過往的船隻。聖瑪莉燈塔在1984年退役停止服務。

## 外部連結
- 聖瑪莉島之友